# Spyder
Spyder（前身為Pydee）是一個使用Python語言的開放原始碼跨平台科學運算集成開發環境(IDE)。Spyder整合了NumPy，SciPy，Matplotlib與IPython，以及其他开源软件。
與其他科學數值分析專用IDE（如Matlab或RStudio）相比，Spyder有下列特色：開放原始碼，以Python編寫並且可以相容於非自由軟體授權。Spyder可以使用附加元件擴充，內建互動式工具以處理數據。跨平台的特性使得它可以通过Anaconda，Winpython和Python（x,y）（Windows平台）。此外在主流的Linux发行版本例如Ubuntu、Debian、Fedora、OpenSUSE等等中都有它。
Spyder还可以通过绑定PyQt或PySide来使用Qt。

## 特性
Spyder有以下特性：
- 编辑器：支持多语言，具有函数和类查看器，代码分析特性（pyflakes和pylint获得了支持），代码补全，水平与垂直视窗的分离，直接跳入定义等等。
- 交互端口：Python或IPython端口都在工作区可以调整和使用。支持对编辑器里的代码直接调试。此外整合了Matplotlib的图表显示。
- 文档浏览器：在编辑器或端口中显示任意类或函数调用的文档。
- 可变的浏览窗口：在文件的执行过程中可以创建可变的浏览窗口。同时也可以对其进行编辑。
- 在文件中查找：支持正则表达式与Mercurial仓库
- 其他擴展使用: Spyder也可以作为PyQt4/PySide的扩展使用（spyderlib模块）。例如，Spyder当中使用的Python交互端也可以被你用在自己的PyQt4/PySide程序中。
- 文件浏览器
- 历史记录

## Light Mode
Spyder也可以启动Light mode来运行一个轻量化的IDE。Light mode是一个非常简单轻巧的环境，仅包含了可变的浏览窗口和解释端口。
Light mode已於Spyder 3.0.0版移除。

## 独立性
如果你是通过Python（x,y）、WinPython和Anaconda安装的，那你就不需要去单独去安装下列组件。一般来说，这些组件都被上述的Python科学发行包囊括了。

### 独立编译
如果通过源代码编译安装，唯一的要求就是Python的版本应当高于2.6。（注意，Python 3.2并不被支持）

### 独立运行
你需要如下条件：
1. Python 2.6, 2.7, 3.3 or 3.4
2. PyQt4 4.6+, PySide 1.2.0+或PyQt5 5.2+（推荐使用PyQt4）

### 推荐模块
- IPython 3.0+（一个增强型Python解释器）
- Rope v0.9.4+或Jedi 0.8 +（支持编辑器的代码补全、调用提示以及转到定义）
- Pyflakes v0.5.0+（进行实时代码分析）
- Sphinx v0.6+（对象查看器支持富文本模式）
- Matplotlib v1.0+（2D/3D绘图）
- Pandas v0.13.1+（支持数据标签与数据系列）
- Numpy（N维数组运算）
- Scipy（信号与图像分析）

需要注意的一点是，在Ubuntu中使用IPython需要安装ipython-qtconsole，而在Fedora中需要ipython-gui，在 Gentoo中需要安装qt4 USE flag。

### 可选的模块
- Pygments v1.6+（支持各种文件类型的代码高亮）
- Pylint v0.25+（静态代码分析）
- Pep8 v0.6+（代码风格分析）
- Psutil v0.3+（CPU和内存使用状态条）

## 参閱
- 整合開發環境列表